# Pelargonium
Pelargonium (afgeleid van πελαργός ofwel pelargos, Oudgrieks voor ooievaar), in de omgangstaal "geranium" genoemd, is een geslacht uit de familie Geraniaceae. Tot dit geslacht behoren 220 tot 280 soorten, waarvan de meeste soorten oorspronkelijk in Namibië en Zuid-Afrika voorkomen. Er komen ook soorten voor in tropisch Afrika, Voor-Azië, Australië en op sommige eilanden in de Indische Oceaan.
Nota bene: Pelargonium onderscheidt zich van het ook in Europa voorkomende geslacht Geranium (de echte geraniums) door de zygomorf en de bloemopbouw. Wilde Pelargonium-soorten bezitten twee bovenste bloembladeren, die zich door een andere kleur of patroon onderscheiden van de drie onderste bloembladeren.

## Beschrijving en voorkomen
De meeste soorten zijn vaste planten, waarbij de stengels van oudere planten zich verhouten. Er bestaan tevens eenjarige soorten. Het geslacht bevat ook succulenten, die water opslaan in stengels en wortels. De soorten komen in verschillende gebieden voor zoals de waterkant, de droge woestijn in Namibië, rotsachtige berggebieden en duinen bij de kust.
De planten die in Europa in plantenbakken worden gehouden zijn hybriden van soorten uit de Kaapstreek van Zuid-Afrika. Het gaat daarbij vooral om cultivars ontstaan uit Pelargonium peltatum (hangende Pelargonium) en Pelargonium zonale en Pelargonium inquinans zoals Pelargonium ×hortorum (staande Pelargonium).

## Assortiment

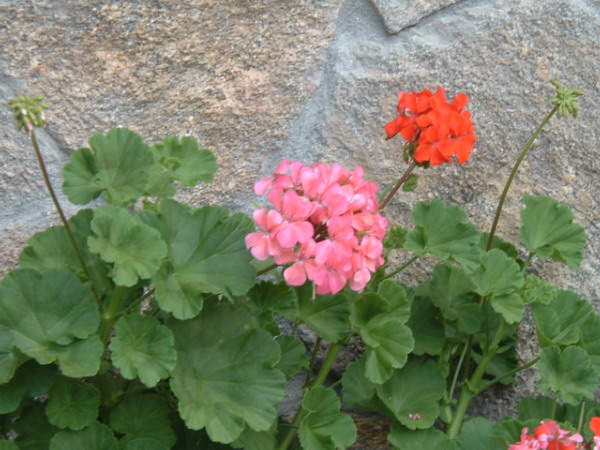
Pelargonium zonale-hybride

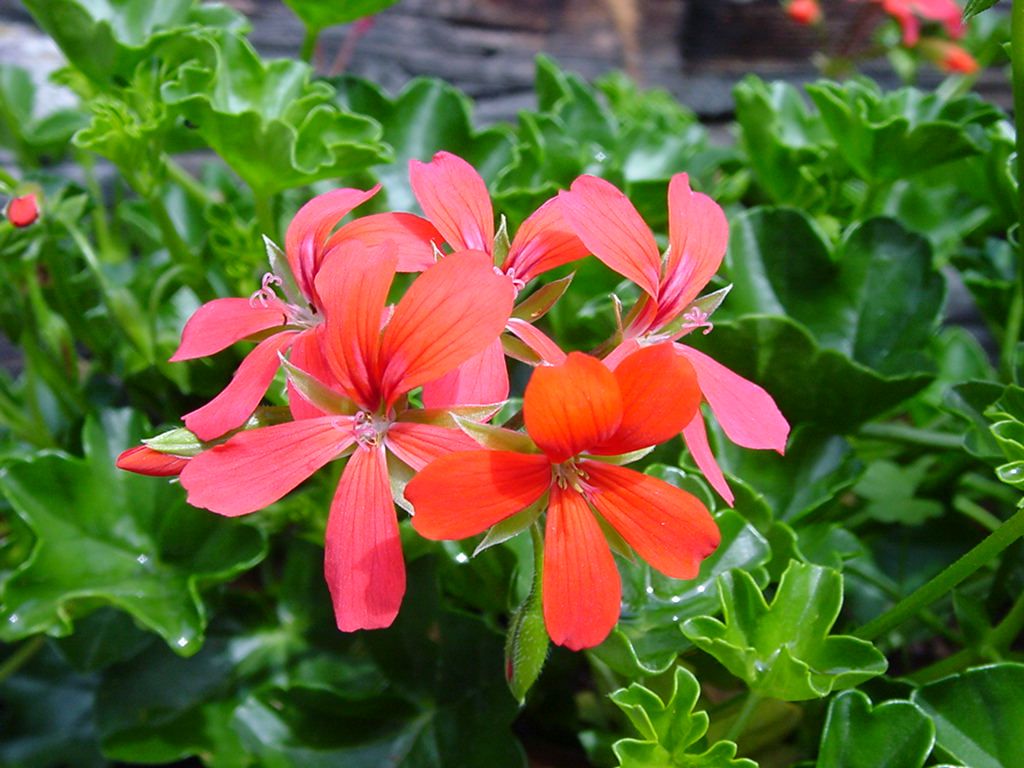
Pelargonium peltatum-hybride

Animatie van een Geranium - Franse Pelargonium

Na selectie zijn zes belangrijke groepen Pelargonium ontstaan, die van belang zijn voor de plantenhandel:
- Pelargonium zonale-hybriden, die bijna ronde bladeren hebben. Tot deze groep behoren de meeste rechtopgroeiende soorten..
- Pelargonium peltatum-hybriden, foxe pelargoniin tegenstelling tot de Zonale-hybriden met gladde, wasachtige bladeren en (half)hangende stengels
- Franse pelargoniums, die als kamerplant worden gehouden, stammen overwegend van P. cucullatum en P. grandiflorum af.
- Unique-pelargonium
- Angel-pelargonium
- Geurpelargonium, bijvoorbeeld P. odoratissimum, die voor een deel van kweek afkomstig is. Er 'zijn echter ook wilde soorten in cultuur zoals Pelargonium graveolens, de rozenpelargonium (ook wel citroenpelargonium). In (sub)tropische gebieden worden enkele soorten op grote schaal verbouwd voor de productie van etherische oliën.

De invoer van de eerste Zuid-Afrikaanse soorten in Europa vond al aan het begin van de zeventiende eeuw plaats. Bijna tweehonderd jaar waren ze een van de belangrijkste plantengroepen in de oranjerieën bij kasteeltuinen. Voor een deel herbergden de verzamelingen honderden soorten. Vandaag de dag behoren pelargoniums tot de belangrijkste planten in de sierteelt.
De zonale- en peltatum-hybriden zijn algemeen bekend. Door selectie zijn er binnen deze groepen vele honderden vormen ontstaan, die zich in bloemen en bladeren onderscheiden. Ze behoren tot de belangrijkste planten, die in plantenbakken worden gehouden. In Hillscheid in Westerwald in Duitsland heeft de firma Pelargonien-Fischer (wereldwijd een van de grootste kwekers van Pelargonium) een Pelargonium-museum, waar circa 170 botanische soorten zijn te bezichtigen.

### Hanggeranium
Een bepaalde soort is de hanggeranium. De bekendste is de Oostenrijkse hanggeranium een rijkbloeiende plant die veel in bakken aan gevels van Oostenrijkse huizen en hotels te zien is.

## Medicinaal gebruik
Een extract uit de wortels van Pelargonium sidoides (EPS 7630) is in Nederland, België en een aantal andere Europese landen als geneesmiddel geregistreerd conform de Europese richtlijn traditionele kruidengeneesmiddelen (Umckaloabo). Dit extract blijkt de symptomen van acute verkoudheid te kunnen verminderen.

## Etherische olie
Uit vele soorten geurpelargonium worden ook etherische oliën geëxtraheerd. De soorten bevatten verschillende stoffen die worden gewonnen door stoomdestillatie. Pelargonium graveolens is met zijn kenmerkende rozenachtige geur de bekendste soort, die voor dit doel wordt gebruikt: de rozengeur in het blad is sterker dan die van echte rozen. De geur wordt veel gebruikt in parfums voor mannen.

## Herbicide
In de bladeren van planten van dit geslacht komt nonaanzuur voor. Dit wordt gebruikt bij de productie van smeermiddelen, alkydharsen en weekmakers en als een relatief milieuvriendelijk herbicide.

## Soorten
- Pelargonium abrotanifolium (L.f.) Jacq.
- Pelargonium acetosum (L.) L'Hér.
- Pelargonium aciculatum E.M.Marais
- Pelargonium acraeum R.A.Dyer
- Pelargonium adriaanii M.Becker & F.Albers
- Pelargonium aestivale E.M.Marais
- Pelargonium albersii M.Becker
- Pelargonium album J.J.A.van der Walt
- Pelargonium alchemilloides (L.) L'Hér.
- Pelargonium alpinum Eckl. & Zeyh.
- Pelargonium alternans J.C.Wendl.
- Pelargonium althaeoides (L.) L'Hér.
- Pelargonium anauris M.Becker & F.Albers
- Pelargonium anethifolium (Eckl. & Zeyh.) Steud.
- Pelargonium angustipetalum E.M.Marais
- Pelargonium antidysentericum Kostel.
- Pelargonium apetalum P.Taylor
- Pelargonium appendiculatum (L.f.) Willd.
- Pelargonium aridicola E.M.Marais
- Pelargonium aridum R.A.Dyer
- Pelargonium aristatum (Sweet) G.Don
- Pelargonium artemisiifolium DC.
- Pelargonium arthriticum R.T.F.Clifton
- Pelargonium articulatum Willd.
- Pelargonium asarifolium (Sweet) G.Don
- Pelargonium attenuatum Harv.
- Pelargonium auritum Willd.
- Pelargonium australe Willd.
- Pelargonium barklyi Scott Elliot
- Pelargonium betulinum (L.) L'Hér.
- Pelargonium bicolor (Jacq.) L'Hér.
- Pelargonium bifolium (Burm.f.) Willd.
- Pelargonium boranense Friis & M.G.Gilbert
- Pelargonium bowkeri Harv.
- Pelargonium brevipetalum N.E.Br.
- Pelargonium brevirostre E.Mey. ex R.Knuth
- Pelargonium bubonifolium (Andrews) Pers.
- Pelargonium burgerianum J.J.A.van der Walt
- Pelargonium burtoniae L.Bolus
- Pelargonium caespitosum Turcz.
- Pelargonium caffrum (Eckl. & Zeyh.) Steud.
- Pelargonium caledonicum L.Bolus
- Pelargonium calviniae R.Knuth
- Pelargonium campestre (Eckl. & Zeyh.) Steud.
- Pelargonium candicans Spreng.
- Pelargonium capillare (Cav.) Willd.
- Pelargonium capitatum (L.) L'Hér.
- Pelargonium capituliforme R.Knuth
- Pelargonium carneum Jacq.
- Pelargonium carnosum (L.) L'Hér.
- Pelargonium caroli-henrici B.Nord.
- Pelargonium caucalifolium Jacq.
- Pelargonium caylae Humbert
- Pelargonium ceratophyllum L'Hér.
- Pelargonium chelidonium (Houtt.) DC.
- Pelargonium christophoranum Verdc.
- Pelargonium citronellum J.J.A.van der Walt
- Pelargonium columbinum Jacq.
- Pelargonium confertum E.M.Marais
- Pelargonium connivens E.M.Marais
- Pelargonium conradieae J.C.Manning & A.le Roux
- Pelargonium cordifolium (Cav.) Curtis
- Pelargonium coronopifolium Jacq.
- Pelargonium cortusifolium L'Hér.
- Pelargonium cotyledonis (L.) L'Hér.
- Pelargonium crassicaule L'Hér.
- Pelargonium crassipes Harv.
- Pelargonium crispum (P.J.Bergius) L'Hér.
- Pelargonium crithmifolium Sm.
- Pelargonium cucullatum (L.) L'Hér.
- Pelargonium curviandrum E.M.Marais
- Pelargonium dasyphyllum E.Mey. ex R.Knuth
- Pelargonium denticulatum Jacq.
- Pelargonium desertorum Vorster
- Pelargonium dichondrifolium DC.
- Pelargonium dipetalum L'Hér.
- Pelargonium dispar N.E.Br.
- Pelargonium dolomiticum R.Knuth
- Pelargonium drummondii Turcz.
- Pelargonium echinatum Curtis
- Pelargonium elandsmontanum E.M.Marais ex J.C.Manning & Goldblatt
- Pelargonium elegans (Andrews) Willd.
- Pelargonium ellaphieae E.M.Marais
- Pelargonium elongatum (Cav.) Salisb.
- Pelargonium endlicherianum Fenzl
- Pelargonium englerianum R.Knuth
- Pelargonium erlangerianum Engl. ex R.Knuth
- Pelargonium eupatoriifolium (Eckl. & Zeyh.) Steud.
- Pelargonium exhibens Vorster
- Pelargonium exstipulatum (Cav.) L'Hér.
- Pelargonium fasciculaceum E.M.Marais
- Pelargonium fergusoniae L.Bolus
- Pelargonium fissifolium (Andrews) Pers.
- Pelargonium flabelliforme E.M.Marais
- Pelargonium flavidum E.M.Marais
- Pelargonium flavipetalum E.M.Marais
- Pelargonium frutetorum R.A.Dyer
- Pelargonium fruticosum (Cav.) Willd.
- Pelargonium fulgidum (L.) L'Hér.
- Pelargonium fumariifolium R.Knuth
- Pelargonium gibbosum (L.) L'Hér.
- Pelargonium gilgianum Schltr. ex R.Knuth
- Pelargonium githagineum E.M.Marais
- Pelargonium glabriphyllum E.M.Marais
- Pelargonium glechomoides A.Rich.
- Pelargonium glutinosum (Jacq.) L'Hér.
- Pelargonium gracile (Eckl. & Zeyh.) Steud.
- Pelargonium gracilipes R.Knuth
- Pelargonium gracillimum Fourc.
- Pelargonium grandicalcaratum R.Knuth
- Pelargonium grandiflorum Willd.
- Pelargonium graveolens L'Hér.
- Pelargonium grenvilleae (Andrews) Harv.
- Pelargonium greytonense J.J.A.van der Walt
- Pelargonium griseum R.Knuth
- Pelargonium grossularioides (L.) L'Hér.
- Pelargonium hantamianum R.Knuth
- Pelargonium hararense Engl. ex R.Knuth
- Pelargonium havlasae Domin
- Pelargonium helmsii Carolin
- Pelargonium hemicyclicum Hutch. & C.A.Sm.
- Pelargonium hermanniifolium (P.J.Bergius) Jacq.
- Pelargonium hermansdorpense R.Knuth
- Pelargonium heterophyllum Jacq.
- Pelargonium hirtipetalum E.M.Marais
- Pelargonium hirtum (Burm.f.) Jacq.
- Pelargonium hispidum (L.f.) Willd.
- Pelargonium hypoleucum Turcz.
- Pelargonium hystrix Harv.
- Pelargonium incarnatum (L.) Moench
- Pelargonium incrassatum (Andrews) Sims
- Pelargonium inodorum Willd.
- Pelargonium inquinans (L.) L'Hér.
- Pelargonium insularis Gibby & A.G.Mill.
- Pelargonium ionidiflorum (Eckl. & Zeyh.) Steud.
- Pelargonium karooicum Compton & P.E.Barnes
- Pelargonium keeromsbergense M.Becker & F.Albers
- Pelargonium klinghardtense R.Knuth
- Pelargonium ladysmithianum R.Knuth
- Pelargonium laevigatum (L.f.) Willd.
- Pelargonium lanceolatum (Cav.) J.Kern
- Pelargonium laxum (Sweet) G.Don
- Pelargonium leipoldtii R.Knuth
- Pelargonium leptum L.Bolus
- Pelargonium littorale Hügel
- Pelargonium lobatum (Burm.f.) L'Hér.
- Pelargonium longicaule Jacq.
- Pelargonium longiflorum Jacq.
- Pelargonium longifolium (Burm.f.) Jacq.
- Pelargonium luridum (Andrews) Sweet
- Pelargonium luteolum N.E.Br.
- Pelargonium luteopetalum E.M.Marais
- Pelargonium luteum (Andrews) Sm.
- Pelargonium madagascariense Baker
- Pelargonium magenteum J.J.A.van der Walt
- Pelargonium malacoides R.Knuth
- Pelargonium minimum (Cav.) Willd.
- Pelargonium mollicomum Fourc.
- Pelargonium moniliforme E.Mey. ex Harv.
- Pelargonium montaguense E.M.Marais
- Pelargonium mossambicense Engl.
- Pelargonium multibracteatum Hochst. ex A.Rich.
- Pelargonium multicaule Jacq.
- Pelargonium multiradiatum J.C.Wendl.
- Pelargonium mutans Vorster
- Pelargonium myrrhifolium (L.) L'Hér.
- Pelargonium nanum L'Hér.
- Pelargonium naviculifolium E.M.Marais
- Pelargonium nelsonii Burtt Davy
- Pelargonium nephrophyllum E.M.Marais
- Pelargonium nervifolium Jacq.
- Pelargonium nummulifolium Salisb.
- Pelargonium oblongatum E.Mey. ex Harv.
- Pelargonium obnatum R.T.F.Clifton
- Pelargonium obturbum P.Rees & R.T.F.Clifton
- Pelargonium occultum Liekkio & R.T.F.Clifton
- Pelargonium ocellatum J.J.A.van der Walt
- Pelargonium ochroleucum Harv.
- Pelargonium odoratissimum (L.) L'Hér.
- Pelargonium oenotherae (L.f.) Jacq.
- Pelargonium omissum P.Rees & R.T.F.Clifton
- Pelargonium oppositifolium Schltr.
- Pelargonium oreophilum Schltr.
- Pelargonium orientum R.T.F.Clifton
- Pelargonium otaviense R.Knuth
- Pelargonium ovale (Burm.f.) L'Hér.
- Pelargonium oxaloides (Burm.f.) Willd.
- Pelargonium pachypodium J.P.Roux
- Pelargonium pallidoflavum E.M.Marais
- Pelargonium panduriforme Eckl. & Zeyh.
- Pelargonium paniculatum Jacq.
- Pelargonium papilionaceum (L.) L'Hér.
- Pelargonium parvipetalum E.M.Marais
- Pelargonium patulum Jacq.
- Pelargonium peltatum (L.) L'Hér.
- Pelargonium petroselinifolium G.Don
- Pelargonium pillansii T.M.Salter
- Pelargonium pilosellifolium (Eckl. & Zeyh.) Steud.
- Pelargonium pinnatum (L.) L'Hér.
- Pelargonium plurisectum T.M.Salter
- Pelargonium polycephalum (Harv.) E.Mey. ex R.Knuth
- Pelargonium praemorsum (Andrews) F.Dietr.
- Pelargonium proliferum (Burm.f.) Steud.
- Pelargonium psammophilum E.M.Marais
- Pelargonium pseudoglutinosum R.Knuth
- Pelargonium pubipetalum E.M.Marais
- Pelargonium pulchellum Sims
- Pelargonium pulverulentum Colvill ex Sweet
- Pelargonium punctatum (Andrews) Willd.
- Pelargonium quarciticola Meve & E.M.Marais
- Pelargonium quercetorum Agnew
- Pelargonium quercifolium (L.f.) L'Hér.
- Pelargonium quinquelobatum Hochst. ex A.Rich.
- Pelargonium radens H.E.Moore
- Pelargonium radiatum (Andrews) Pers.
- Pelargonium radicatum Vent.
- Pelargonium radulifolium (Eckl. & Zeyh.) Steud.
- Pelargonium ramosissimum (Cav.) Willd.
- Pelargonium ranunculophyllum (Eckl. & Zeyh.) Baker
- Pelargonium rapaceum (L.) L'Hér.
- Pelargonium redactum Vorster
- Pelargonium reflexipetalum E.M.Marais
- Pelargonium reflexum Pers.
- Pelargonium reniforme (Andrews) Curtis
- Pelargonium reptans R.T.F.Clifton
- Pelargonium ribifolium Jacq.
- Pelargonium rodneyanum Lindl.
- Pelargonium rubiginosum E.M.Marais
- Pelargonium sabulosum E.M.Marais
- Pelargonium salmoneum R.A.Dyer
- Pelargonium saxatile J.C.Manning & Goldblatt
- Pelargonium scabroide R.Knuth
- Pelargonium scabrum (L.) L'Hér.
- Pelargonium schizopetalum Sweet
- Pelargonium semitrilobum Jacq.
- Pelargonium senecioides L'Hér.
- Pelargonium sericifolium J.J.A.van der Walt
- Pelargonium setosum (Sweet) DC.
- Pelargonium setulosum Turcz.
- Pelargonium sibthorpiifolium Harv.
- Pelargonium sidoides DC.
- Pelargonium somalense Franch.
- Pelargonium spinosum Willd.
- Pelargonium stipulaceum Willd.
- Pelargonium sublignosum R.Knuth
- Pelargonium suburbanum Clifford ex D.A.Boucher
- Pelargonium tabulare (L.) L'Hér.
- Pelargonium tenellum (Andrews) Loudon ex G.Don
- Pelargonium tenuicaule R.Knuth
- Pelargonium ternatum (L.f.) Jacq.
- Pelargonium ternifolium Vorster
- Pelargonium tetragonum (L.f.) L'Hér.
- Pelargonium theianthum (Eckl. & Zeyh.) Steud.
- Pelargonium tomentosum Jacq.
- Pelargonium tongaense Vorster
- Pelargonium torulosum E.M.Marais
- Pelargonium tragacanthoides Burch.
- Pelargonium transvaalense R.Knuth
- Pelargonium triandrum E.M.Marais
- Pelargonium tricolor Curtis
- Pelargonium trifidum (Burm.f.) Jacq.
- Pelargonium trifoliolatum (Eckl. & Zeyh.) E.M.Marais
- Pelargonium tripalmatum E.M.Marais
- Pelargonium triphyllum Jacq.
- Pelargonium triste (L.) L'Hér.
- Pelargonium uliginosum J.C.Manning & Euston-Brown
- Pelargonium undulatum (Andrews) W.T.Aiton
- Pelargonium vanderwaltii van Jaarsv.
- Pelargonium vassarii W.Morris & R.T.F.Clifton
- Pelargonium viciifolium L'Hér.
- Pelargonium vinaceum E.M.Marais
- Pelargonium violiflorum (Sweet) DC.
- Pelargonium vitifolium (L.) L'Hér.
- Pelargonium weberi E.M.Marais
- Pelargonium whytei Baker
- Pelargonium wonchiense Vorster & M.G.Gilbert
- Pelargonium woodii N.E.Br.
- Pelargonium worcesterae R.Knuth
- Pelargonium wuppertalense E.M.Marais
- Pelargonium xanthopetalum E.M.Marais
- Pelargonium xerophyton Schltr. ex R.Knuth
- Pelargonium zonale (L.) L'Hér.

## Hybriden
- Pelargonium × riversdalense R.Knuth

... · 
P. echinatum · 
P. graveolens (Rozenpelargonium) · 
P. tongaense · 
...